# Lasioglossum punctifrons
Lasioglossum punctifrons là một loài Hymenoptera trong họ Halictidae. Loài này được Crawford mô tả khoa học năm 1914.